# 울버
울버(영어: Wulver)는 스코틀랜드 셰틀랜드 제도의 늑대인간과 비슷한 민속 민담이다. 울버 자신은 계속 공격적이지 않고 평화적이었다. 대부분의 "늑대인간"의 특징과는 달리 울버는 둔갑하지도 않고 인간도 아니다. 아마도 이것은 불멸의 영혼의 일종인 것으로 추측된다.
제시 섹시비(Jessie Saxby)의 셰틀랜드 제도 전통 민담 챕터 9에서 울버를 다음과 같이 묘사한다.
울버는 늑대의 머리를 가진 사람과 비슷한 생명체이다. 그는 온 몸에 짧은 갈색 털이 자라 있다. 그의 집은 가파른 둔턱 측면과 언덕 중간에 동굴을 파서 생활한다. 민간에서는 먼저 사람들이 그를 건들지 않은 경우 그들도 사람들을 건들지 않는다. 그는 낚시를 좋아하고, 현재 울버의 바위(Wulver's Stane)로 알려진 깊은 물의 작은 바위에서 낚시했다. 그는 매 시간 마다 sillaks와 piltaks를 낚시한다. 그는 자주 가난한 사람들의 창문 곁에 낚시한 물고기를 주는 것으로 알려져 있다.

아일랜드 민속에서도 비적대적 늑대인간 전설인 파오레시(Faoladh)가 있다. 파오레시는 아이들을 보호하고 부상자들을 돌보는 것으로 알려져 있다.

## 참고 자료
- Saxby, Jessie (1932). 《Shetland Traditional Lore》. Edinburgh, Grant & Murray. ASIN: B000O9XQ6M.
- Briggs, Katherine An Encyclopedia of Fairies  Pantheon Books, New York